# Szlarnik bagienny
Szlarnik bagienny (Zosterops winifredae) – gatunek małego ptaka z rodziny szlarników (Zosteropidae). Jest endemitem Tanzanii. Według IUCN jest to gatunek bliski zagrożenia.

## Systematyka
Takson ten po raz pierwszy zgodnie z zasadami nazewnictwa binominalnego opisali angielscy przyrodnicy William Lutley Sclater i Reginald Ernest Moreau w 1935 roku na łamach „Bulletin of the British Ornithologists’ Club”. Autorzy nadali gatunkowi nazwę Zosterops winifredae. Jako miejsce typowe wskazali Chome w południowej części Pare Mountains.
Jest to jeden z gatunków Zosterops, których taksonomia uległa zmianie w ostatnich latach. Do niedawna uznawany był za podgatunek szlarnika białookiego (Zosterops poliogastrus). Obecnie uznawany jest za odrębny, monotypowy gatunek.

### Etymologia
- Zosterops (Fosterops): gr. ζωστηρ zōstēr, ζωστηρος zōstēros „pas”; ωψ ōps, ωπος ōpos „oko”[11].
- winifredae – epitet gatunkowy jest eponimem honorującym Winifred Muriel Moreau (1891–1981) – żonę angielskiego ornitologa Reginalda E. Moreau[12].

## Morfologia
Mały ptak o szpiczastym, zakrzywionym, stosunkowo długim, czarnym dziobie. Nogi i stopy od koloru łupkowego do jasnoszarego. Tęczówki brązowe lub orzechowe. Nie występuje dymorfizm płciowy. Wokół oczu charakterystyczne białe obrączki oczne, które od strony dzioba są węższe i przerwane czarną plamką. Od dzioba do oczu czarne zabarwienie, tuż nad dziobem jaśniejsze pomarańczowo-żółte przebarwienie. Górna część głowy i jej boki oraz kark i grzbiet oliwkowozielone. Podgardle, gardło, dolna część szyi i górna część piersi zielonkawożółte. Dolna część piersi, brzuch i boki szarawe, nieco jaśniejsze w tylnej części. Pokrywy podogonowe żółte. Ogon ciemnobrązowy z wąskimi zielonymi krawędziami. Skrzydła czarniawo-brązowe z zielonymi krawędziami lotek. Spody skrzydeł bladożółte. Młode osobniki przypominają dorosłe. Długość ciała 11,5–12 cm.

## Zasięg występowania
Szlarnik bagienny występuje na niewielkich obszarach południowej części gór Pare Mountains w północno-wschodniej Tanzanii. Zasięg występowania (EOO, Extent of Occurrence) według szacunków organizacji BirdLife International obejmuje około 7500 km², a obszar zajmowany (AOO, Area of Occupancy) – tylko 6280 km².

## Ekologia
Jego głównym habitatem są krzaki wrzośca drzewiastego występujące na skrajach lasów i na polanach. Występuje na wysokościach od 2000 do 2465 m n.p.m. Jest gatunkiem osiadłym. Długość pokolenia jest określana na 2,55 roku. Dieta tego gatunku nie została zbadana.

### Rozmnażanie
Brak informacji.

## Status zagrożenia
W Czerwonej księdze gatunków zagrożonych Międzynarodowej Unii Ochrony Przyrody gatunek ten od 2022 roku jest zaliczany do kategorii NT (ang. Near Threatened – gatunek bliski zagrożenia); wcześniej uznawano go za gatunek narażony (VU – ang. Vulnerable). Liczebność populacji jest szacowana na nie mniej niż 2500 i nie więcej niż 10 000 dorosłych osobników. BirdLife International ocenia trend liczebności populacji jako spadkowy. Spowodowane to jest zmniejszaniem się jego naturalnego habitatu.